# ضريح ميربنج
ضريح میربنج (بالفارسية: آرامگاه میرپنج) هو ضريح تاريخي يعود إلى القاجاريون، ويقع في مقاطعة شبستر.